# Turbicellepora pachyclados
Turbicellepora pachyclados är en mossdjursart som först beskrevs av Ortmann 1890.  Turbicellepora pachyclados ingår i släktet Turbicellepora och familjen Celleporidae. Inga underarter finns listade i Catalogue of Life.